# Kerstin Sacks

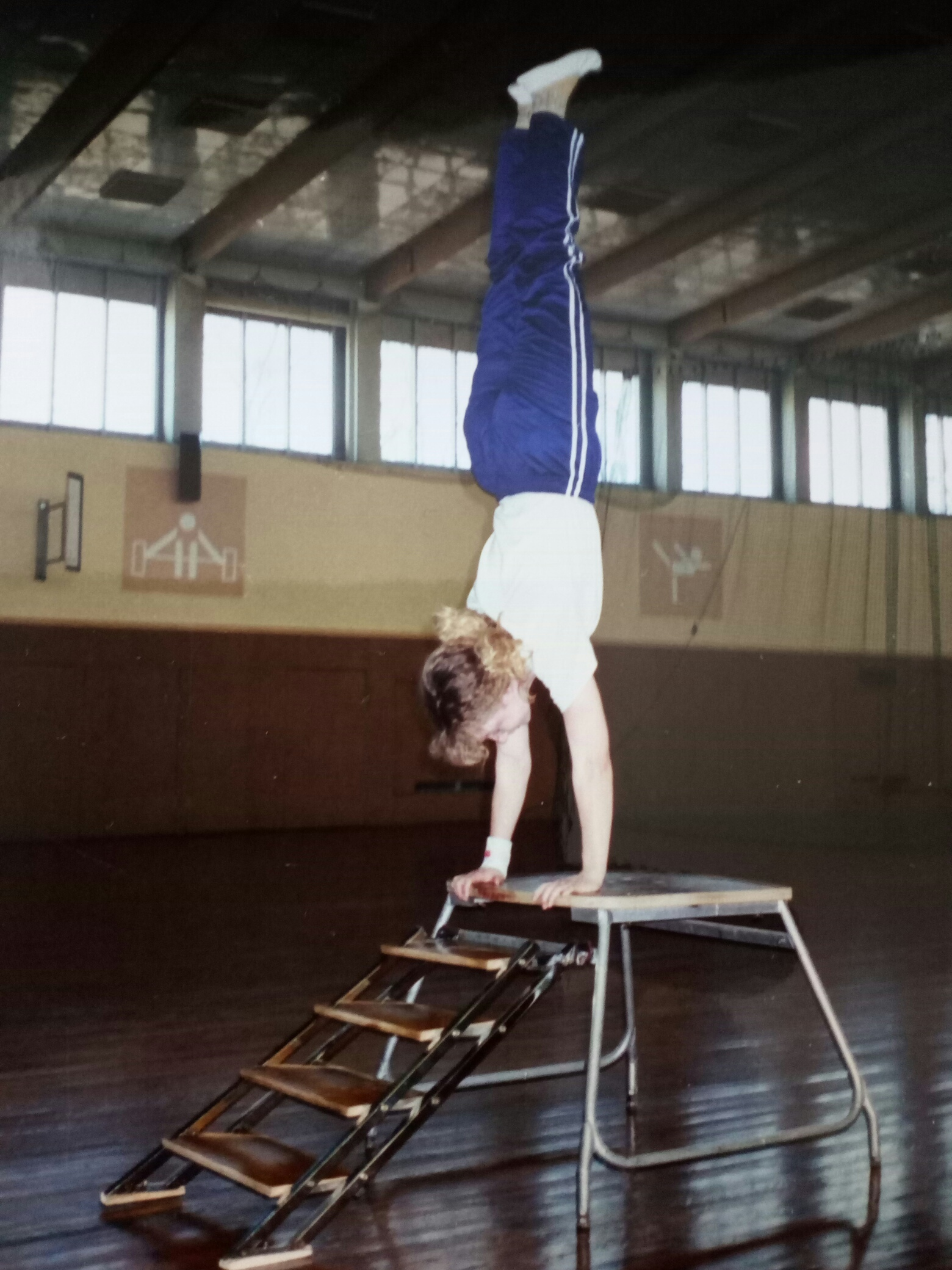
Handstand gestreckt an der Kante

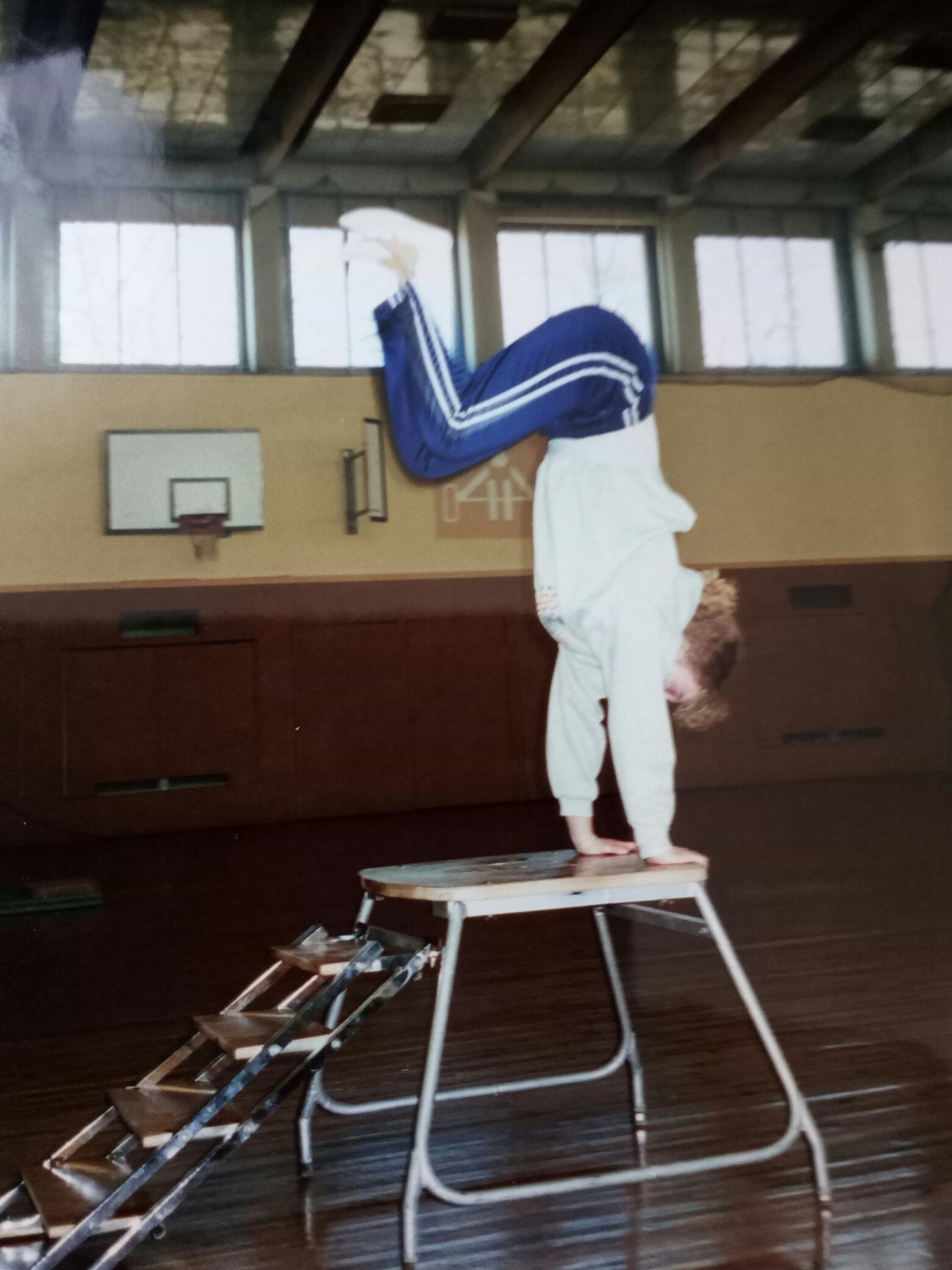
Handstand Ansprung aus der Hocke

Kerstin Sacks (* etwa 1978) ist eine deutsche Kraftsportlerin.

## Leben
2010 wurde Sacks bei der Weltmeisterschaft der World United Amateur Powerlifting (WUAP) im slowakischen Tyrnau mit 62,5 Kilogramm Weltmeisterin im Bankdrücken in der Gewichtsklasse bis 67,5 Kilogramm. Im Jahr 2011 konnte sie den Erfolg bei den World Powerlifting and Benchpress Championships der WUAP in Atlanta (USA), diesmal mit 65 Kilogramm, wiederholen. Bei den Weltmeisterschaften 2012 in Deutschland wurde sie mit 65 Kilogramm Vize-Weltmeisterin.
Später trat sie auf internationaler Bühne in der Kategorie Submasters an und konnte 2013 (57,5 Kilogramm) und 2016 (52,5 Kilogramm) jeweils Weltmeistertitel holen. Es folgten Auftritte und Titelgewinne im Mastersbereich bei sachsen-anhaltischen Landesmeisterschaften.
Sie startet für den in Magdeburg ansässigen Verein SV Friedensweiler.

## Auszeichnung
2010 durfte sich Sacks in Anerkennung ihres sportlichen Erfolgs als Kraftsportlerin bei der Weltmeisterschaft in das Goldene Buch der Stadt Magdeburg eintragen.